# つるぎ町立半田中学校
つるぎ町立半田中学校（つるぎちょうりつ はんだちゅうがっこう）は、徳島県美馬郡つるぎ町半田字田井にある公立中学校。

## 沿革
- 1947年（昭和22年） - 半田中学校を創立。
- 1985年 - 藍青賞受賞（2001年、2003年、2007年にも受賞）。
- 2005年（平成17年） - 町村合併によりつるぎ町立半田中学校と改称。
- 2015年7月7日（火）、8日（水）、2年生がつるぎ町内や美馬市内で職場体験を実施。[1]。
- 2015年9月6日（日）、半中文化祭で総合的な学習の時間の発表『職場体験学習』の新聞制作[1]。

## 校訓
- 創造
- 自律
- 平和

## 部活動
- 音楽部（1978年度創立）[2]。

## 通学区域
- つるぎ町立半田小学校の校区[3]

## 進学前小学校
- つるぎ町立半田小学校[3]

## 著名な卒業生
- 谷哲也 現中日ドラゴンズ

## 通学区域が隣接している学校
- つるぎ町立貞光中学校
- 美馬市立美馬中学校
- 東みよし町立三加茂中学校
- 三好市立東祖谷中学校